# Tirat Karmel
Tirat Karmel (hebreiska: טירת כרמל) är en ort i Israel.   Den ligger i distriktet Haifa, i den norra delen av landet. Tirat Karmel ligger 47 meter över havet och antalet invånare är 18 993.
Terrängen runt Tirat Karmel är kuperad österut, men västerut är den platt. Havet är nära Tirat Karmel västerut. Runt Tirat Karmel är det mycket tätbefolkat, med 1 956 invånare per kvadratkilometer. Närmaste större samhälle är Haifa, 6,6 km norr om Tirat Karmel. Runt Tirat Karmel är det i huvudsak tätbebyggt.